# Chuyển đoạn nhiễm sắc thể

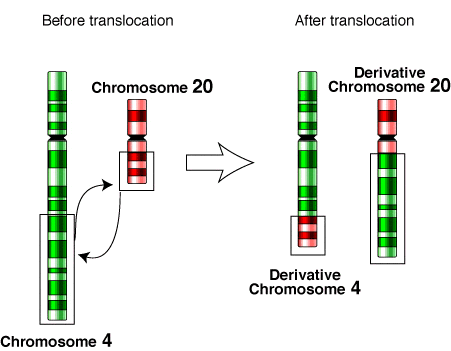
Chuyển đoạn tương hỗ nhiễm sắc thể số 4 và 20.

Trong di truyền học, chuyển đoạn nhiễm sắc thể là một hiện tượng bất thường nhiễm sắc thể bị gây ra bởi sự tái cấu trúc các đoạn giữa những nhiễm sắc thể không tương đồng. Khi chuyển đoạn nhiễm sắc thể nối hai gen mà bình thường sẽ bị tách nhau thì có thể sẽ tạo nên hiện tượng dung hợp gen. Nó được phát hiện trên di truyền học tế bào hoặc trên một kiểu nhân đồ của tế bào bị ảnh hưởng. Chuyển đó có thể là chuyển đoạn cân bằng (tức là trao đổi vật liệu bằng nhau mà không có thông tin di truyền nào bị thừa hay thiếu, và có chức năng đầy đủ một cách lý tưởng) hoặc không cân bằng (là trao đổi vật liệu nhiễm sắc thể không bằng nhau dẫn đến thừa hay thiếu gen).

## Chuyển đoạn
Chuyển đoạn thường là một sự trao đổi vật liệu giữa các nhiễm sắc thể không tương đồng. Ước tính trường hợp này rơi từ 1 trên 500 cho đến 1 trên 625 trẻ em mới sinh. Chuyển đoạn dạng này thường là vô hại và có thể phát hiện thấy thông qua chẩn đoán tiền sinh. Tuy nhiên, chủ thể mang chuyển đoạn tương hỗ không cân bằng có rủi ro cao hơn trong việc tạo ra giao tử với nhiễm sắc thể bị chuyển đoạn không cân bằng, dẫn tới sảy thai hoặc trẻ em có bất thường. Bác sĩ thường khuyên hội chẩn di truyền học với các gia đình có khả năng mang gien chuyển đoạn. Hầu hết chuyển đoạn cân bằng đều khỏe mạnh và không có triệu chứng gì, nhưng khoảng 6% trong số đó có một loạt các triệu chứng, có thể bao gồm tự kỷ, thiểu năng trí tuệ hoặc bất thường bẩm sinh.